# Renato Salvatori
Renato Salvatori, född 20 mars 1933 i Seravezza, Toscana, död 27 mars 1988 i Rom, var en italiensk skådespelare. 
Salvatori började sin karriär som tonåring och spelade ungdomliga, romantiska roller. Efter att ha arbetat med regissörer som Luchino Visconti, Roberto Rossellini och Vittorio De Sica utvecklades han till en av Italiens främsta karaktärsskådespelare. Han träffade den franska skådespelerskan Annie Girardot under inspelningen av filmen Rocco och hans bröder (1960) och gifte sig med henne den 6 januari 1962. De fick en dotter, Giulia. Paret separerade senare men skilde sig aldrig.

## Roller i urval
- 1957 – Fattiga men vackra
- 1958 – Kvartetten som sprängde
- 1958 – Kvinnor bakom galler
- 1959 – Nasarna
- 1960 – De två kvinnorna
- 1960 – Rocco och hans bröder
- 1961 – Nattens sabotörer
- 1961 – Smog
- 1963 – I compagni
- 1963 – Två är skyldiga
- 1969 – Queimada
- 1969 – Z – han lever
- 1971 – Kuppen
- 1972 – Besatt av djävulen
- 1972 – Gisslan
- 1972 – La prima notte di quiete
- 1973 – Kvinnan i snön
- 1975 – Den sista kvinnan
- 1975 – Misstanken
- 1975 – Snuten
- 1976 – Iskalla typer på heta bågar
- 1976 – Utsökta lik
- 1979 – Månen